# Ivan Čvorović
Ivan Čvorović (Servisch : Иван Чворович) (Belgrado, 15 juni 1985) is een voormalige Servisch-Bulgaars voetballer die voorkeur speelde als doelman.

## Carrière
Čvorović heeft gespeeld bij FK Teleoptik, FK Srem Jakovo, Naftex Boergas, PSFC Tsjernomorets Boergas, FK Minjor Pernik, PFK Loedogorets, Levski Sofia, Botev Plovdiv en FK Tsarsko Selo Sofia.
Čvorović is geboren in Belgrado en hij speelde in de jeugd bij FK Partizan. In 2004 verhuisde hij naar Bulgarije en hij tekent een contract bij Naftex Burgas. In 2007 stapte hij over naar Chernomorets Burgas.  Hij beëindigt zijn voetbalcarrière in 2019.

## Statistiek
| Club                       | Seizoen         | Competitie | Competitie | Beker | Beker | Europa | Europa | Totaal | Totaal |
| Club                       | Seizoen         | Wed        | Dp         | Wed   | Dp    | Wed    | Dp     | Wed    | Dp     |
| -------------------------- | --------------- | ---------- | ---------- | ----- | ----- | ------ | ------ | ------ | ------ |
| FK Teleoptik               | 2002–03         | 8          | 0          | 0     | 0     | –      | –      | 8      | 0      |
| FK Teleoptik               | Totaal          | 8          | 0          | 0     | 0     | –      | –      | 8      | 0      |
| FK Srem Jakovo             | 2003–04         | 10         | 0          | 0     | 0     | –      | –      | 10     | 0      |
| FK Srem Jakovo             | 2004–05         | 16         | 0          | 0     | 0     | –      | –      | 16     | 0      |
| FK Srem Jakovo             | Totaal          | 26         | 0          | 0     | 0     | –      | –      | 26     | 0      |
| Naftex Boergas             | 2004–05         | 13         | 0          | 0     | 0     | –      | –      | 13     | 0      |
| Naftex Boergas             | 2005–06         | 10         | 0          | 0     | 0     | –      | –      | 10     | 0      |
| Naftex Boergas             | 2006–07         | 4          | 0          | 3     | 0     | –      | –      | 7      | 0      |
| Naftex Boergas             | Totaal          | 27         | 0          | 3     | 0     | –      | –      | 30     | 0      |
| PSFC Tsjernomorets Boergas | 2007–08         | 1          | 0          | 1     | 0     | –      | –      | 2      | 0      |
| PSFC Tsjernomorets Boergas | 2008–09         | 9          | 0          | 1     | 0     | –      | –      | 10     | 0      |
| PSFC Tsjernomorets Boergas | Totaal          | 10         | 0          | 2     | 0     | –      | –      | 12     | 0      |
| FK Minjor Pernik           | 2008–09         | 11         | 0          | 1     | 0     | –      | –      | 12     | 0      |
| FK Minjor Pernik           | 2009–10         | 5          | 0          | 1     | 0     | –      | –      | 6      | 0      |
| FK Minjor Pernik           | 2010–11         | 17         | 0          | 0     | 0     | –      | –      | 17     | 0      |
| FK Minjor Pernik           | 2011–12         | 26         | 0          | 3     | 0     | –      | –      | 29     | 0      |
| FK Minjor Pernik           | Totaal          | 59         | 0          | 5     | 0     | 0      | 0      | 64     | 0      |
| PFK Loedogorets            | 2012–13         | 10         | 0          | 2     | 0     | 0      | 0      | 12     | 0      |
| PFK Loedogorets            | 2013–14         | 9          | 0          | 6     | 0     | 1      | 0      | 16     | 0      |
| PFK Loedogorets            | 2014–15         | 6          | 0          | 2     | 0     | 0      | 0      | 8      | 0      |
| PFK Loedogorets            | 2015–16         | 0          | 0          | 0     | 0     | 0      | 0      | 0      | 0      |
| PFK Loedogorets            | Totaal          | 25         | 0          | 8     | 0     | 1      | 0      | 34     | 0      |
| Levski Sofia               | 2016–17         | 0          | 0          | 1     | 0     | 0      | 0      | 1      | 0      |
| Levski Sofia               | Totaal          | 0          | 0          | 1     | 0     | 0      | 0      | 1      | 0      |
| Botev Plovdiv              | 2016–17         | 11         | 0          | 1     | 0     | –      | –      | 12     | 0      |
| Botev Plovdiv              | 2017–18         | 26         | 0          | 0     | 0     | 6      | 0      | 32     | 0      |
| Botev Plovdiv              | 2018–19         | 0          | 0          | 1     | 0     | 0      | 0      | 1      | 0      |
| Botev Plovdiv              | Totaal          | 37         | 0          | 2     | 0     | 6      | 0      | 45     | 0      |
| carrière totaal            | carrière totaal | 193        | 0          | 21    | 0     | 7      | 0      | 221    | 0      |

## Internationale carrière
Čvorović maakte zijn debuut in Bulgarije in 2012. Hij heeft een wedstrijd gespeeld. Hij maakt zijn debuut op 26 mei 2012. Hij moest spelen tegen Nederland en Hij won een wedstrijd met 1-2.

### Interlands
| Interlands van Ivan Čvorović voor Bulgarije | Interlands van Ivan Čvorović voor Bulgarije | Interlands van Ivan Čvorović voor Bulgarije | Interlands van Ivan Čvorović voor Bulgarije | Interlands van Ivan Čvorović voor Bulgarije | Interlands van Ivan Čvorović voor Bulgarije | Interlands van Ivan Čvorović voor Bulgarije |
| №                                           | Datum                                       | Wedstrijd                                   | Uitslag                                     | Competitie                                  | Goals                                       | Assists                                     |
| Als speler van PFK Loedogorets              | Als speler van PFK Loedogorets              | Als speler van PFK Loedogorets              | Als speler van PFK Loedogorets              | Als speler van PFK Loedogorets              | Als speler van PFK Loedogorets              | Als speler van PFK Loedogorets              |
| ------------------------------------------- | ------------------------------------------- | ------------------------------------------- | ------------------------------------------- | ------------------------------------------- | ------------------------------------------- | ------------------------------------------- |
| 1.                                          | 26 mei 2012                                 | Nederland – Bulgarije                       | 1 – 2                                       | Vriendschappelijk                           | 0                                           | 0                                           |

## Erelijst

### PFK Loedogorets
- Parva Liga (3) : 2012-2013, 2013-2014, 2014-2015
- Bulgaarse voetbalbeker (1) : 2012-2013
- Bulgaarse Supercup (1) : 2012

### Botev Plovdiv
- Bulgaarse voetbalbeker (1) : 2016-2017
- Bulgaarse Supercup (1) : 2017